# MZ-40K
MZ-40Kとは、シャープから1978年5月に発売された4ビットマイコンキットである。MZシリーズの祖にあたる。

## 概要
- マイコンブームの影響を受け、どちらかといえば、子供用の玩具として低価格に作られた製品。
- 多くのワンボードマイコンが基板のみでケースなどの付属品が無かったのに対し、この製品ではアクリルのカバーと、はめ込みの台座によってケースの体裁を成している。アクリルが茶色なので広告のように部品を見ることはできない。博物館に展示してあるものは広告と同じように透明である。
- MZ-80Kと異なりセミキットではなく、フルキットである。組み立て後はROMにあらかじめ書き込まれたプログラムに対し、パラメーターをキーボードから与え実行する様な機能のみを提供している。
- CPU自体の説明はあるもののプログラミングに必要な情報・説明は存在していない。マスクROM版ワンチップ・マイコンが使用されていることから事実上ユーザによるプログラミングは行えない。プログラミングが出来ないので、本製品は、組み立て・操作の学習に主眼が置かれたものであった。しかしマイコンキットと称して販売されたため、プログラミングができるものと思い込んで購入したユーザを失望させる場合があった。
- CPUを交換し、リレーボックスを接続することで高度な日時や曜日指定のプログラミングが可能な高級オーディオタイマーになるオプションの予定があった（広告欄の予定。お客様アンケート返送時の小冊子にも掲載）
- マイコン博士という愛称も与えられており、初期のMZ-80Kのパンフレットにもその名前は残っていた。
- アルゴマークはまだ無いが、型名のフォント等がMZ-80シリーズと同じものである(なお同じシャープ部品事業部から発売されていたMZシリーズ以外のマイコントレーニングキットにも同フォントが使われていた)。
- ACアダプタはミニプラグの形状を持ち、11Vの交流で、本体側で整流して電源とすると共に商用電源周波数を時計機能のクロック源としている。
- ボリュームはスイッチ連動型になっており、本体の主電源スイッチを兼ねている。
- 工業や通信系の博物館である、東京の科学技術館、電気通信科学館に展示してあった。電気通信科学館はMZ-40Kが4台設置され、専用の光センサーにより4台同時に演奏することで四重奏を行っていた。

## 仕様
- CPU - 富士通製 4bit ワンチップ・マイコン MB8843[1][注 1][2] 1.7897725MHz
- RAM
  - CPU内蔵 32バイト (64×4ビット)
  - 外部 256バイト (富士通製 MB8101(1Kビット(256×4ビット) SRAM) ×2個)
- ROM - 1Kバイト（CPU内蔵マスクROM 1024×8ビット）
- 音源 - 内蔵スピーカーから単音を発音。最大400mW。
- キーボード - 22キー。機能キー6、16進入力キー、音程の表記付き。ゲームスイッチは別添。
- 表示能力 - 7セグメントLED4桁。
- 標準価格 - 24,800円[3]。
- 外形寸法・重量 - 幅275×高さ50×奥行き280 (mm)、0.73kg

## 内蔵プログラム
時計
時分秒とクロック源になる商用電源周波数の設定を行うことで時刻を刻む。
タイマー
上記時計で刻む時刻に対して指定時刻が来た場合、ブザー音もしくはメロディを演奏する。
センサー
センサーの入力に応じて曲を演奏。
自動演奏
あらかじめ入力されたデータを再生する。
オルガン
テンキーに書かれた音程、若しくはオプションのキーボードで押下されたキーに該当する音程を発声する。
電話料金計算
時間当たりの単位を指定し、計測時間に対し料金を計算する。
ゲーム
サイコロ遊び、ルーレット遊び、猛獣狩りゲーム、カーレース、陣取りゲーム、メッセージメモがサンプルとして用意されている。メッセージメモはASCIIコードをRAMに読み書きするもの。他のゲームは「ゲーム用スイッチ」を人間に押させ人間のボタンを押す間隔を乱数源にし、そのカウント値を元にスイッチを離した瞬間にカウント値が示すメモリの内容を表示させるというもの。

## 周辺機器
MZ-40K1（センサーキット）
フロートセンサー、光センサー、リードスイッチ、マイクロスイッチ。2,950円。広告文『玄関チャイム、入出者数表示、オフロブザー、ルームランナー、マイコンオルゴールなどが楽しめる。』
MZ-40K2
ピアノの鍵盤のように並んだキーボード。キー自体は通常のキースイッチ。4,850円。広告文『手軽にメロディーを演奏できる』。
タイマーキット
CPUを差し替えて、キーボード端子にリレー制御ボックスと接続するものが予定されていた。未発売。広告文『CPUチップの取り替えで、テレビやステレオを自由にあやつれるタイマー（近日発売）に早変わり』

## シミュレータ
MZシリーズの先祖であり、あまり売れた商品ではなかったために現存する数も少なく入手は困難であるが、シミュレータが作成されている。